# Skorvskärs grunden
Skorvskärs grunden är skär i Åland (Finland). De ligger i Skärgårdshavet och i kommunen Vårdö i landskapet Åland, i den sydvästra delen av landet. Öarna ligger omkring 32 kilometer öster om Mariehamn och omkring 250 kilometer väster om Helsingfors.
Arean för den av öarna koordinaterna pekar på är 4,5 hektar och dess största längd är 0,6 kilometer i sydöst-nordvästlig riktning. Trakten är glest befolkad. Närmaste större samhälle är Föglö, 17,1 km söder om Skorvskärs grunden.

## Klimat
Klimatet i området är tempererat. Årsmedeltemperaturen i trakten är 6 °C. Den varmaste månaden är augusti, då medeltemperaturen är 18 °C, och den kallaste är februari, med −2 °C.